# John Franklin Miller
John Franklin Miller, född 21 november 1831 i South Bend, Indiana, död 8 mars 1886 i Washington, D.C., var en amerikansk republikansk politiker och generalmajor i nordstaternas armé i amerikanska inbördeskriget. Han representerade delstaten Kalifornien i USA:s senat från 1881 fram till sin död.
Miller avlade 1852 juristexamen vid New York State Law School. Han inledde sedan sin karriär som advokat i Indiana. Han bodde en kort tid i Kalifornien men flyttade sedan tillbaka till Indiana, där han var ledamot av delstatens senat 1860-1861. Han deltog sedan i inbördeskriget som överste och i slutet av kriget, 1865, som generalmajor. Han deltog den 7 april 1862 i slaget vid Shiloh.
Miller flyttade efter kriget igen till Kalifornien och var tullinsamlare i San Franciscos hamn 1865-1869. Han var sedan verksam inom pälsbranschen; i tolv år tjänstgjorde han som verkställande direktör för Alaska Commercial Company. Han fortsatte med sin politiska karriär i Kalifornien och deltog 1878-1879 i delstatens konstitutionskonvent. Han efterträdde 1881 Newton Booth som senator för Kalifornien och avled fem år senare i ämbetet. Han efterträddes i senaten av George Hearst.
Millers grav finns sedan 1913 på Arlingtonkyrkogården. Den ursprungliga gravplatsen var i San Francisco.